# ناحیه میلو، شهرستان بورا، ایلینوی
ناحیه میلو، شهرستان بورا، ایلینوی (به انگلیسی: Milo Township) یک منطقهٔ مسکونی در ایالات متحده آمریکا است که در شهرستان بورا، ایلینوی واقع شده‌است. ناحیه میلو ۲۰۷ نفر جمعیت دارد و ۲۵۸ متر بالاتر از سطح دریا واقع شده‌است.